# Нижнесилезская наступательная операция
Нижне-Силезская наступательная операция — наступательная операция Красной Армии против немецких войск во время Великой Отечественной войны. Проводилась с 8 февраля по 24 февраля 1945 года силами 1-го Украинского фронта. Первоначально план операции предусматривал наступление ударной группировки фронта в направлении Берлина. Однако сильное сопротивление немецких войск позволило выполнить этот план лишь частично.

## Общая обстановка
В январе и первых числах февраля 1945 года в ходе Висло-Одерской операции войска 1-го Украинского фронта на широком фронте вышли к реке Одер и захватили несколько плацдармов на её левом берегу.
Несмотря на поражение, немецкому командованию в кратчайшие сроки удалось создать новый оборонительный рубеж, основой которого стали города-крепости: Бреслау , Глогау, Лигниц и Лаубан.

## План операции
Наступательная операция 1-го Украинского фронта была спланирована Ставкой ВГК и командованием фронта в конце января 1945 года и должна была стать логическим продолжением Висло-Одерской операции и составной частью дальнейшего общего стратегического наступления Красной Армии.
Маршал И. С. Конев вспоминал:

Главный удар намечалось нанести с двух крупных плацдармов на Одере — севернее и южнее Бреслау. В результате должно было последовать окружение этого сильно укрепленного города, а затем, взяв или оставив его в тылу, мы предполагали развивать наступление основной группировкой прямо на Берлин.

Первоначально план операции предусматривал нанесение главного удара с плацдармов на Одере, прорыв обороны противника и дальнейшее наступление ударной группировки фронта в направлении Берлина. Командующим 1-м Украинским фронтом маршалом И. С. Коневым было принято решение одновременно нанести три согласованных удара.
Самая мощная группировка, включающая четыре общевойсковые (3-я гвардейская, 6-я, 13-я, 52-я) и две танковые армии (3-я гвардейская и 4-я), была сосредоточена на плацдарме севернее Бреслау. Южнее Бреслау сосредоточились 5-я гвардейская и 21-я армии, усиленные двумя танковыми корпусами.
На левом крыле фронта должны были наступать 59-я и 60-я армии.

## Состав и силы сторон

### СССР
1-й Украинский фронт (командующий маршал И. С. Конев, начальник штаба генерал армии В. Д. Соколовский) в составе:
- 3-я гвардейская армия (генерал-полковник Гордов В. Н)
- 13-я армия (генерал-полковник Пухов Н. П.)
- 52-я армия (генерал-полковник Коротеев К. А.)
- 6-я армия (генерал-лейтенант Глуздовский В. А.)
- 3-я гвардейская танковая армия (генерал-полковник Рыбалко П. С.)
- 4-я танковая армия (генерал-полковник Лелюшенко Д. Д.)
- 25-й танковый корпус (генерал-майор танковых войск Фоминых Е. И.)
- 7-й гвардейский механизированный корпус (генерал-лейтенант танковых войск Корчагин И. П.)
- 5-я гвардейская армия (генерал-полковник Жадов А. С.)
- 21-я армия (генерал-полковник Гусев Д. Н.)
- 31-й танковый корпус (генерал-майор танковых войск Кузнецов Г. Г.)
- 4-й гвардейский танковый корпус (генерал-лейтенант танковых войск Полубояров П. П.)
- 59-я армия (генерал-лейтенант Коровников И. Т.)
- 60-я армия (генерал-полковник Курочкин П. А.)
- 1-й гвардейский кавалерийский корпус (генерал-лейтенант Баранов В. К.)
- 2-я воздушная армия (генерал-полковник авиации Красовский С. А.)

Всего: 980 800 человек, 1289 танков, 2380 самолётов.

### Германия
Группа армий «Центр» под командованием генерал-фельдмаршала Ф. Шёрнера в составе:
- 4-я танковая армия (генерал танковых войск Ф. Грезер),
- 17-я армия;
- армейская группа «Хейнрици»

Авиационную поддержку сухопутных войск осуществлял 4-й воздушный флот.
Всего к началу операции: 16 пехотных, 2 легкопехотных, 4 танковые, 2 моторизованных, 1 лыжная дивизии, 7 боевых групп, 1 танковая бригада, корпусная группа «Бреслау».
В ходе сражения немецким командованием для противодействия наступающим были переброшены ещё несколько танковых, моторизованных и пехотных дивизий.

## Общий ход боевых действий

### 8-15 февраля
Наступление 1-го Украинского фронта началось утром 8 февраля после 50-минутной артиллерийской подготовки. На всей протяжённости фронта разгорелись ожесточённые бои. За первые два дня операции наибольшего успеха добились армии правого крыла фронта. К исходу 10 февраля они прорвали оборону противника и продвинулись вглубь его территории до 60 км. На центральном участке, в районе крепости Бреслау, наступающие войска встретили сильное сопротивление и двигались вперёд с большим трудом. На левом фланге фронта 59-я и 60-я армии, не имевшие численного превосходства над противником, не сумели прорвать немецкую оборону и по приказу И. С. Конева 10 февраля перешли к обороне.
На первом этапе операции неблагоприятные погодные условия и отсутствие в ближайшем тылу фронта всепогодных бетонированных аэродромов затрудняли действия авиации. В среднем лётчики 2-й воздушной армии выполняли только 546 вылетов в сутки.
11 февраля 1945 года командир 6-го гвардейского бомбардировочного авиационного корпуса и Герой Советского Союза Иван Семёнович Полбин возглавил выполнение боевой задачи по нанесению бомбового удара по позициям немецких войск в районе Бреслау. При подлёте к цели колонна бомбардировщиков Пе-2 наткнулась на плотный огонь зенитной артиллерии противника. Следуя во главе боевого порядка, командир первым спикировал на цель. Огнём с земли самолёт И. С. Полбина был подбит и отважный лётчик погиб, выполняя свой 157-й боевой вылет.
В тот же день 7-й гвардейский танковый корпус под командованием генерал-майора В. Новикова захватил город Бунцлау, где в 1813 году скончался М. И. Кутузов.
Наступление велось в условиях весенней распутицы, что существенно снижало манёвренные возможности танковых войск. Тем не менее, вырвавшиеся вперёд танковые армии генералов П. С. Рыбалко и Д. Д. Лелюшенко завязали бои за захват и удержание выгодных рубежей по рекам Бобер и Квейс. К 11 февраля армии П. С. Рыбалко удалось выйти к реке Бобер и частью сил форсировать её. 4-я танковая армия, наступавшая севернее, с ходу преодолела обе водные преграды и устремилась к Нейсе.
Наиболее сложная обстановка создалась на центральном участке фронта. Здесь наступающие 21-я, 5-я гвардейская и 6-я армии встретили упорное сопротивление в районе крепости Бреслау. Немецкое командование, почувствовав угрозу окружения города, стало перебрасывать сюда дополнительные силы. Оценив сложившуюся обстановку, 12 февраля командующий фронтом решил развернуть на 180° два из трёх корпусов 3-й гвардейской танковой армии, ушедшей к тому времени далеко вперёд. Танкистам была поставлена задача нанести удар в тыл бреславской группировке и тем самым помочь 6-й и 5-й гвардейской армиям окружить Бреслау.
13-го числа западнее Бреслау встретились части 7-го гвардейского механизированного корпуса и 31-го танкового корпуса, завершив окружение крепости. Наступавшие вслед за танкистами части 5-й гвардейской и 6-й армий начали создавать внутренний и внешний фронт окружения. Подошедшие к тому времени танковые корпуса 3-й гвардейской танковой армии нанесли удар во фланг 19-й танковой дивизии немцев, пытавшейся разорвать только что сформированное кольцо окружения.
К исходу 14 февраля 4-я танковая армия подошла к реке Нейсе и на следующий день захватила плацдарм на её западном берегу в районе города Гросс-Гастрозе. В свою очередь, немецкое командование использовало недостаточно быстрое продвижение 13-й армии, наступавшей вслед за армией Лелюшенко, и с помощью мощных фланговых ударов вновь сомкнуло фронт за спиной танкистов, изолировав их от основных сил фронта. Командованию фронта пришлось развернуть часть сил 4-й танковой армии, чтобы совместно с соединениями 13-й армии восстановить прерванные коммуникации.
После завершения окружения Бреслау для блокирования гарнизона крепости была выделена только 6-я армия генерала В. А. Глуздовского, а высвободившиеся войска могли быть использованы для дальнейшего развития наступления.
Проанализировав обстановку, командование фронта пришло к заключению, что цели, поставленные в начале операции, не будут достигнуты и наступление на Берлин пока невозможно. В связи с этим к 16 февраля был подготовлен и направлен в Москву обновлённый план наступления. В качестве основных задач в нём указывались:
- выход на Нейсе армиями правого крыла фронта и овладение плацдармами на её западном берегу;
- овладение крепостью Бреслау силами 6-й армии;
- выход левого крыла в северные предгорья Судет.

Представленный план был утверждён Ставкой и фронт приступил к его выполнению.

### 16-24 февраля
16 февраля 3-я гвардейская армия генерала В. Н. Гордова захватила переправу через реку Бобер в районе Гроссен и вскоре продолжила наступление в направлении города Губен. В то время как к Нейсе выходили соединения 3-й гвардейской и 52-й армий, войска 4-й танковой армии генерала Д. Лелюшенко уже несколько дней вели тяжёлые бои за удержание плацдармов на западном берегу реки. Однако для прочного закрепления захваченных плацдармов у 1-го Украинского фронта не хватало сил, поэтому вскоре по приказу командующего И. С. Конева они были оставлены.
Пытаясь переломить ход сражения, немецкое командование подтянуло в район сражения резервы (8-ю танковую, 408-ю пехотную и 10-ю моторизованную дивизии) и ударило во фланг танковой армии Рыбалко, угрожая выходом на тылы успешно наступавших 4-й танковой и 13-й армий. Для ликвидации кризиса командованию фронта пришлось принимать энергичные меры. В частности, для усиления левого фланга наступающей группировки были привлечены части 52-й армии. В течение нескольких дней на этом участке фронта не стихали ожесточённые бои. Отдельные высоты и населённые пункты несколько раз переходили из рук в руки. К 22 февраля совместными усилиями 3-й гвардейской танковой и 52-й армий противник был разбит и отброшен на юг.
Несмотря на упорное сопротивление гитлеровцев, к 24 февраля войска 1-го Украинского фронта вышли к Нейсе на участке Пенциг—устье Нейсе, оставив у себя в тылу окружённые гарнизоны городов Глогау и Бреслау. Вместе с тем, южное крыло фронта угрожающе нависло над верхне-силезской группировкой немецких войск и командование фронта приступило к разработке плана Верхне-Силезской операции.

## Потери сторон

### СССР
В ходе операции Красная Армия потеряла 99 386 человек, из них безвозвратно — 23 577 человек.

### Германия
Потери, понесённые немецкими войсками, неизвестны.

## Результаты операции
В результате Нижне-Силезской операции войска 1-го Украинского фронта продвинулись вглубь территории Германии на 150 км и на широком участке вышли к реке Нейсе. Таким образом, задача, первоначально поставленная перед войсками фронта, была выполнена лишь частично. Тем не менее, выход правого крыла 1-го Украинского фронта на уровень 1-го Белорусского фронта имел важное оперативно-стратегическое значение. Во-первых, была ликвидирована опасность для левого фланга 1-го Белорусского фронта, а во-вторых, фронт занял выгодное положение для дальнейшего наступления на Берлин.
Для Германии потеря части силезского промышленного района оказалась очень чувствительной и существенно подорвала её экономическую мощь. Среди прочего был утрачен ряд крупных военных заводов, располагавшихся в районе городов Губен, Заган, Зорау, Христианштадт.